# Harry F. Guggenheim

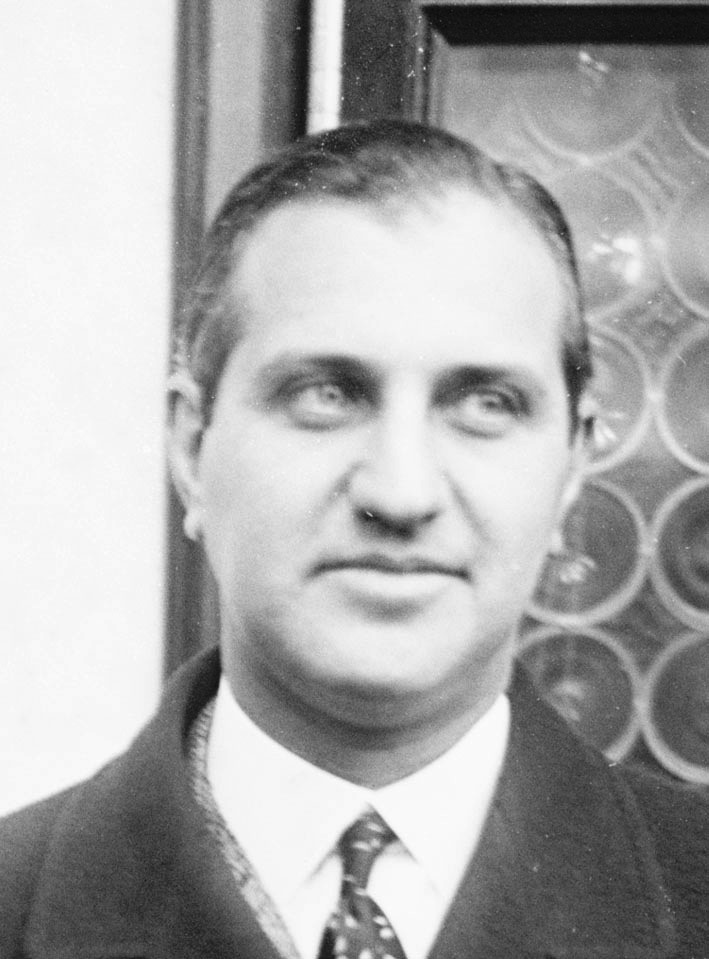
Harry Frank Guggenheim

Harry Frank Guggenheim (* 23. August 1890 in Long Branch, New Jersey; † 22. Januar 1971 in New York) war ein US-amerikanischer Diplomat.
Guggenheim wurde August 1890 in Long Branch, New Jersey als Sohn von Daniel Guggenheim geboren. Er war von 1929 bis 1933 Botschafter der Vereinigten Staaten in Kuba. Des Weiteren fungierte er als Präsident des Daniel Guggenheim Fund for Aeronautics und war Mitbegründer der Zeitung Newsday.

## Werke
- The Seven Skies, 1930
- The United States and Cuba, 1934